# آتش‌سوزی سینما رکس آبادان

نگاره روزنامه اطلاعات از خاموش‌سازی آتش در سینما رِکس

آتش‌سوزیِ سینما رِکس حادثه‌ای عمدی توسط انقلابیون مخالف حکومت پهلوی بود که در ۲۱:۴۵ شبِ شنبه ۲۸ مرداد ۱۳۵۷ منجر به سوختن سینما رکسِ آبادان شد. سینما در حال نمایش فیلم گوزنها، ساخته مسعود کیمیایی بود. این رخداد زمانی آغاز شد که چهار نفر قبل از آتش زدن، با استفاده از تاریکی شب و همکاری سرایدار سینما درها، ورودی و خروجی و داخل سالن سینما را به تینر آغشته کرده بودند. نسبت دادن این حمله به حکومت پهلوی، عامل برانگیختن انقلاب ۱۳۵۷ ایران بود، که منجر به سرنگونی حکومت سلطنتی ایران شد. تعداد ۶۳۰ نفر از کسانی که به دیدن آخرین سانس رفته بودند در آتش سوختند. تعداد کشتگان بعداً به بیش از ۶۷۷ نفر افزایش یافت.
تحقیقات اولیه حاکی از عمدی بودن حریق بود. همزمانی این رویداد با اعتراضات و طولانی شدن رسیدگی به آن در سال‌های پس از انقلاب گمانه‌هایی را پیرامون عاملان این حادثه ایجاد کرد. حکومت پهلوی در ابتدا «مارکسیست‌های اسلامی» را مسئول آتش‌سوزی دانست و بعداً گزارش داد که شبه‌نظامیان اسلامی آتش را آغاز کردند، در حالی که مخالفان ساواک را مقصر می‌دانستند. سید روح‌الله خمینی آن را «شاهکار بزرگ شاه برای بدنام کردن انقلاب» خواند. اظهارات خمینی در اندک زمانی مقبولیت عام یافت. این در حالی است که مخالفان در سال ۱۳۵۷ بیش از ۳۰ سینما را آتش زدند و سال ۵۷ را سال سینما سوزی نامگذاری کرده‌اند.
پس از انقلاب مشخص شد این عمل توسط انقلابیون به سرکردگی حسین تکبعلی‌زاده و سه جوان دیگر به تحریک محمد کیاوش انجام شده‌است و تکبعلی‌زاده و تعدادی اعدام شدند.

## چگونگی عملیات
حسین تکبعلی‌زاده دردادگاه گفته بود: «فرج [بذرکار] آنها را گرد هم می‌آورده برای آتش زدن سینماهای طاغوتی و اینکه فرج با شخصی مذهبی انقلابی بنام کیاوش مرتبط بوده و او نیز با [آیت‌الله غلامحسین] جمی، روحانی انقلابی آبادان روابط نزدیک داشته‌است.» اشاره او به کیاوش، همان سید محمد علوی‌تبار مشهور به سید محمد کیاوش است که بعداً یکی از اعضای مجلس خبرگان قانون اساسی شد و ولایت فقیه را به قانون اساسی جمهوری اسلامی ایران افزود.
آنان در منزلی جمع می‌شدند و محمد کیاوش دبیر دبیرستان، برای آنها سخنان ایدئولوژیک می‌گفت. او در یکی از جلسات به آنها گفت جوانان بوشهر تعدادی روسری و کرست برای جوانان آبادانی فرستاده‌اند و گفته‌اند آنها مرد نیستند که اقدامی نمی‌کنند. به جوان‌های آبادان برمی‌خورد و تصمیم می‌گیرند کاری بکنند. آنها به سینما رکس رفته و از پله‌ها بالا رفتند و داخل سینما تینر ریختند. دیوار سینما از فوم آکوستیک بود و زود آتش گرفت و گازهای خفه کننده از آن متصاعد شد. چون سینما نزدیک شهربانی بود برای اینکه دستگیر نشوند از درهای معمولی بیرون نرفتند و داخل سالن شدند تا از در خروجی بیرون بروند. وقتی وارد سالن شدند آتش شدید شد و فقط تکبعلی‌زاده توانست بیرون برود و سه نفر دیگر همراه مردم سوختند. همچنین چون درهای سینما به داخل باز می‌شدند هجوم مردم باعث شد کسی نتواند خارج شود. شهربانی نیز به‌قصد دستگیری عاملان در بیرون سینما با بستن در ورودی بزرگ منتظر بود. بلافاصله پس از شروع حریق برای اطفای آن از مأموران آتش‌نشانی شهرداری آبادان و شرکت ملی نفت ایران کمک خواسته شد. صدها مأمور شهربانی، آتش‌نشانی و امدادگر برای بیرون کشیدن گروه بی‌شماری که در میان شعله‌های آتش گرفتار آمده بودند، تلاش زیادی کردند اما به‌دلیل پردامنه بودن حریق کسی قادر نبود به شعله‌ها نزدیک شود. آتشنشان‌ها تا ساعت ۲ بامداد نتوانستند حریق را کنترل کنند. آخرین شعله‌های آتش ساعت ۴ بامداد فرونشست و از ساعت ۵ بامداد امدادگران وارد خرابه‌های سالن سینما شدند و از آن به بعد توانستند اجساد را بیرون بکشند.
سرایدار سینما که در ایجاد این آتش‌سوزی با خرابکاران همکاری داشته در حالت مستی از سوی مأموران دستگیر شد.
سینما در زمان آتش‌سوزی در حال نمایش فیلم گوزنها، ساخته مسعود کیمیایی بود. این فیلم اشاره گذرایی داشت به فرار و مرگ یک مبارز مسلح و بسیاری بر این عقیده بودند که فیلم به بخش کوچکی از واقعه سیاهکل پرداخته‌است. این امر موجب برخی گمانه‌زنی‌ها مبنی بر دخالت ساواک در آتش‌سوزی گردید. مخالفان، ساواک را به تدارک این آتش‌سوزی رایشس‌تاگ، قفل‌کردن درهای سینما و کارشکنی در کار آتش‌نشانی محل متهم کردند. فردای آن روز ۱۰٫۰۰۰ تن از بستگان قربانیان که در مراسم تشییع گرد هم آمده بودند، ساواک را مسئول این حادثه دانسته و شعارهای تندی علیه حکومت سر دادند که البته بعداً با اعتراف خود عاملان معلوم شد حادثه به ساواک ربطی نداشته‌است.

## قربانیان و تلفات
از هفتصد تماشاگر کوچک و بزرگ که در سالن سینما رکس آبادان سرگرم تماشای فیلم بودند، در جریان آتش‌سوزی تنها یکصد نفر توانستند خود را از مهلکه نجات دهند و به بیرون فرار کنند و ششصد نفر دیگر در آتش سوختند که از این عده سیصد و هفتاد و هفت نفر تا فردای آنروز جان باختند. بیشتر کسانی که در این فاجعه جان دادند یا زیر دست و پا ماندند و بر اثر دودزدگی خفه شدند یا درمیان شعله‌های آتش سوختند.
سینما رکس که حدود بیست سال پیش از فاجعه، در خیابان شهرداری آبادان ساخته شده و روی یک پاساز قرار گرفته بود—که ده‌ها مغازه زیر سالن سینما نیز از آتش‌سوزی آسیب دید—در برابر آتش‌سوزی بیمه بوده، ظرفیت آن نهصد صندلی بود و بیش از شش میلیون تومان ارزش داشت.

## چگونگی دستگیری عاملان

نگاره پیکر بی‌جان کشتگان سینما رکس آبادان

دو سه ماه بعد از حادثه سرقت‌های شبانه در آبادان اتفاق می‌افتاد و مردم می‌گفتند شهربانی هم در این سرقت‌ها دست دارد، وگرنه در زمان حکومت نظامی کسی نمی‌تواند سرقت کند. وقتی باند سرقت دستگیر شد یکی از اعضای آن به بازجوی خود سروان رسایی گفت که روزی با چند نفر در قهوه‌خانه نشسته بوده و یکی از افراد که برادرش در سینما رکس کشته شده‌بود عاملان آن را فحش می‌داده که جوانی که در کنار آنها نشسته بوده می‌گوید بیخود فحش نده زیرا برادرت هم در آتش‌سوزی دست داشت. می‌پرسند از کجا می‌دانی و جواب می‌دهد چون خودش هم با آنها بوده‌است. آن جوان را به نام حسین تکبعلی‌زاده شناسایی می‌کنند.
در سال ۱۳۵۹ فردی به نام حسین تکبعلی‌زاده که قبل از انقلاب به همین اتهام دستگیر شده بود و با وقوع انقلاب و باز شدن زندان‌ها توانسته بود خارج شود، بعدها دچار عذاب وجدان شده و با قصد رفع اتهام از خود و بیان واقعیت خود را معرفی نمود؛ او اقرار کرد که عامل انجام جنایت او و دو تن از دوستانش، نام‌های یدالله و فلاح و شخصی به نام فرج بذرکار بوده‌است که پس از آتش‌سوزی مفقود شده‌اند. او ۵۰ ساعت محاکمه در ۲۰ جلسه در مدت ۳ روز در تابستان ۱۳۵۹ در دادگاهی به ریاست سید حسین موسوی تبریزی به اعدام محکوم و در تاریخ پنج‌شنبه ۱۳ شهریور ماه ۱۳۵۹ ساعت ۲ بامداد تیرباران شدند. جسد تکبعلی‌زاده در همان آرامستانی که کشته شدگان سینما رکس دفن شده‌اند به خاک سپرده شده‌است. (بر اساس تصاویر و فیلمهای مستندی به نام سینما رکس به نویسندگی و کارگردانی میترا مهتریان و صادق دهقان - تولید ۱۳۹۹)

## اعدام‌شده‌ها
به همراه تکبعلی‌زاده افراد زیر نیز اعدام شدند:
- سروان منوچهر بهمنی: ستوان شهربانی آبادان،
- علی نادری: صاحب سینما رکس
- اسفندیار رمضانی دهاقانی: مدیر داخلی سینما رکس
- سرهنگ سیاووش امینی آل آقا: رئیس سابق اطلاعات شهربانی آبادان
- فرج‌الله مجتهدی: کارمند ساواک

در جریان محاکمات مشخص شد که تکبعلی‌زاده معتاد و بیکار بوده و وابستگی به حکومت شاه نداشته‌است. او این حرکت را در جهت پیشبرد مقاصد انقلاب انجام داده بود.

## سرنوشت سینما
بقایای سینما در سال ۱۳۸۴ تخریب و به مجتمع تجاری تبدیل شد. کشتگان سینما شهید محسوب شدند و همچنان برای بزرگداشت آنان مراسم گلباران بر مزارشان برگزار می‌شود.

## اظهار نظرها
- چند ساعت پس از حادثه اعلامیه‌ای در سطح شهر آبادان پخش شد که شهربانی و ساواک را عامل آتش‌سوزی معرفی می‌کرد. سرتیپ رزمی، رئیس شهربانی آبادان در روز ۲۹ مردادماه بر صفحه تلویزیون حاضر شد و علت حادثه را «خرابکاری» اعلام کرد.[۲۱]
- خمینی سه روز بعد در ۳۱ مردادماه از نجف پیام داد: «من گمان نمی‌کنم هیچ مسلمانی، بلکه هیچ انسانی دست به چنین فاجعه ای بزند. قراین نیز نشان می‌دهد دست جنایتکار دستگاه ظالم در کار باشد که نهضت اسلامی ملت را در دنیا بد منعکس کند.»[۲۱]
- دکتر عاملی تهرانی وزیر اطلاعات کابینهٔ جعفر شریف‌امامی به روزنامه نگاران گفت: اطلاعاتی که از ساواک و شهربانی به نخست‌وزیر رسیده حاکی از این است که دستور آتش زدن سینما رکس از نجف آمده‌است.[۲۱]
- برخی از مسئولان حکومت با نسبت دادن این رویداد به «مارکسیست‌های اسلامی» آن‌ها را متهم کرد که «به جای تمدن بزرگ، وحشت بزرگ» به مردم می‌دهند.[۲۷][۲۸]
- شاه بعدها از این عمل دادستان گلایه کرد و در کتاب پاسخ به تاریخ نوشت «مقصر واقعی به عراق گریخت و در آنجا دستگیر شد. اعترافات او ثبت شد؛ ولی قضاتی که مرعوب شده یا جبون بودند بر این قضیه سرپوش گذاشتند.»[۲۹]
- هنری پرکت، افسر مسئول امور سیاسی و نظامی سفارت آمریکا در تهران در سال‌های ۱۹۷۲ تا ۱۹۷۶ [۱۳۵۱ تا ۱۳۵۵] و مسئول میز ایران در وزارت امور خارجهٔ ایالات متحده در سال‌های پرالتهاب ۱۹۷۸ تا ۱۹۸۱ [۱۳۵۷ تا ۱۳۵۹] ضمن گفتگویی تفصیلی با چارلز استوارت کندی گفت:
«متعاقباً اواخر ماه اوت، شاید بیست و پنجم، توی تالار سینمایی در بندرعباس [گوینده اشتباه می‌کند. منظور آبادان است. م.] آتش‌سوزی شد و فکر کنم ۷۰۰ نفر کشته شدند چون درها قفل شده بودند. فاجعهٔ هولناکی بود. آدم‌های شاه تقصیر را انداختند به گردن روحانیون. در جریان راهپیمایی‌های ماه قبلش، روحانی‌ها اغلب به تالارهای سینما حمله کرده بودند که فیلم‌های غربی گناه‌آلود نشان می‌دهند. این بود که ساواک در جامعه جو انداخت که این قضیه هم کار روحانی‌ها است. در ایران هیچ‌کس این ادعا را باور نکرد. همه اعتقاد داشتند حکومت این کار را کرده و تقصیرش را انداخته به گردن روحانی‌ها. همین سطح بی‌اعتمادی مردم به حکومت را نشان می‌داد. هیچ‌کس در هیچ زمینه‌ای حرف حکومت را باور نمی‌کرد. ما در آن برهه گزارش خیلی کوتاهی — در حد چند جمله — از سی‌آی‌ای گرفتیم که از قول یکی از رابط‌های سی‌آی‌ای در ساواک می‌گفت ساواک مقصر است. کی می‌داند این ادعا درست بود یا نه؟»[۳۰][۳۱][۳۲]
- محسن صفایی فراهانی در مصاحبه با حسین دهباشی ادعا کرد که فاجعه سینما رکس آبادان در دوران پادشاهی پهلوی، توسط انقلابیون رخ داد و بانیان آن فاجعه نیز پس از روی کار آمدن جمهوری اسلامی «نماینده مجلس» شدند.[۳۳][۳۴]
- داریوش همایون که در زمان آتش‌سوزی سینما رکس وزیر اطلاعات و جهانگردی دولت وقت بود در مصاحبه ای می‌گوید بعد از انقلاب زمانی که من در تهران مخفی شده بودم شنیدم که فلسطینی‌ها در آتش‌سوزی سینما رکس دست داشتند و شخصی به نام مصطفی چمران وسائل آتش زدن سینما رکس را در اختیار عاملانش قرار داده‌است.[۳۵]
- حسین نوری‌همدانی، مرجع تقلید شیعه نیز آن‌طور که در خاطرات علی تهرانی نقل شده، در جریان آتش‌زدن سینما رکس نقشی فعال داشته است. علی تهرانی در خاطرات خود می‌گوید: ما در سقز بودیم که خبر آتش‌سوزی سینما رکس آبادان منتشر شد. من خیال می‌کردم کار ساواک است. چون هر خرابکاری‌ای که می‌شد، به ساواک می‌بستند. ولی آقای شیخ نوری همدانی تایید کرد و گفت: «ما، در شورای اسلامی قم، این‌کار را برای به حرکت درآوردن مردم آبادان در راه انقلاب انجام دادیم، تا خیال کنند کار ساواک است و به حرکت در آیند.»[۳۶]